# Palancares
Palancares är en ort i Mexiko.   Den ligger i kommunen Minatitlán och delstaten Veracruz, i den sydöstra delen av landet, 600 km öster om huvudstaden Mexico City. Palancares ligger 42 meter över havet och antalet invånare är 132.
Terrängen runt Palancares är kuperad söderut, men norrut är den platt. Palancares ligger nere i en dal. Runt Palancares är det ganska glesbefolkat, med 29 invånare per kvadratkilometer. Närmaste större samhälle är Carolino Anaya Ramírez, 7,1 km norr om Palancares. Omgivningarna runt Palancares är en mosaik av jordbruksmark och naturlig växtlighet.